# Lauren Lee Smith
Lauren Lee Smith (Vancouver, Columbia Británica; 19 de junio de 1980) es una actriz y modelo canadiense.

## Biografía

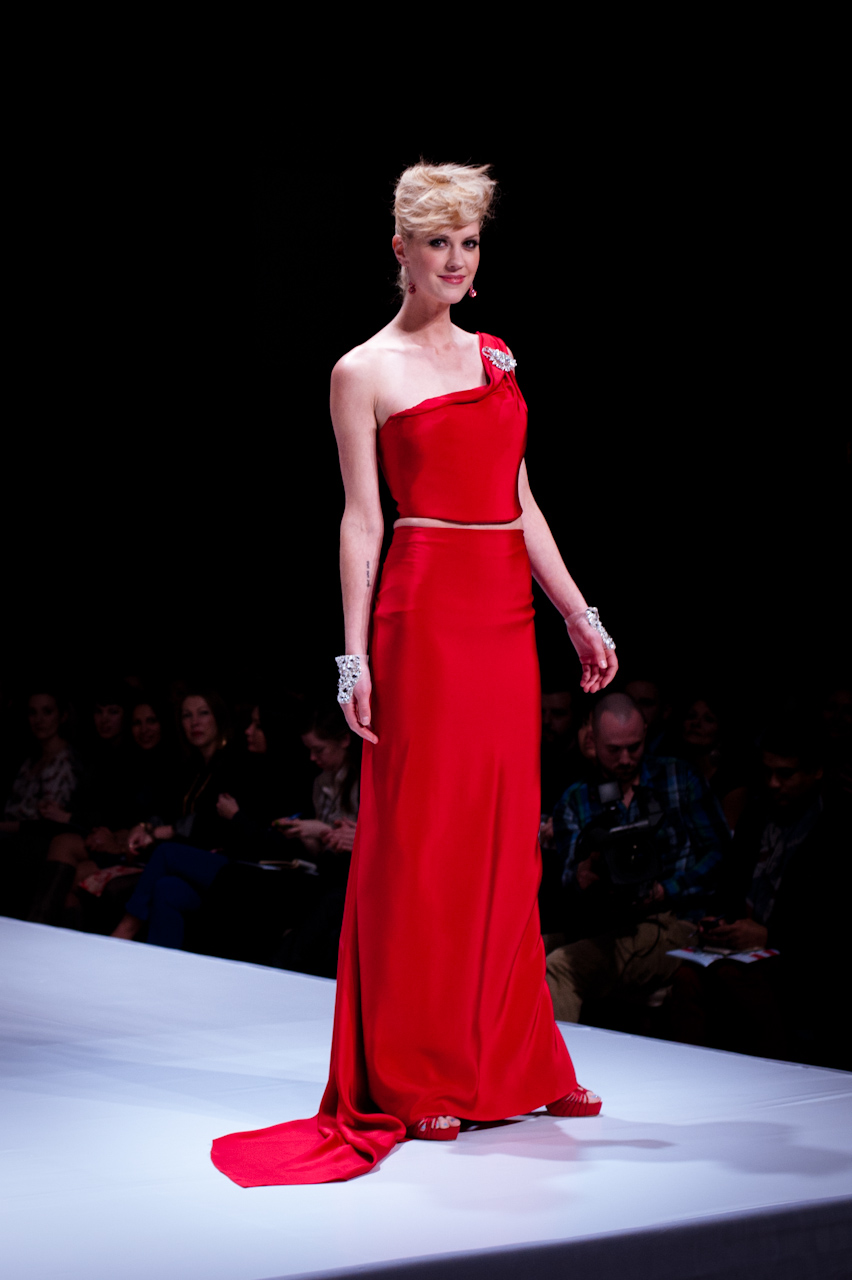
Smith en un desfile de modas en 2012.

Nacida en la ciudad canadiense de Vancouver, a los 14 años se mudó a Los Ángeles, en donde fue descubierta por un cazatalentos de la moda e inició así una carrera como modelo profesional que duró algunos años. A los 19 años fue seleccionada para interpretar un pequeño papel en el thriller de acción Get Carter junto a Sylvester Stallone.  Después de varios papeles, su carrera daría un giro con la película erótica Lie with Me, producida en 2005 y en la que interpreta a una joven desenfrenada que no acepta el dicho de que los hombres sean los amos y reyes de la noche.  En el año 2006 consiguió un papel recurrente en el drama canadiense Intelligence.
En 2011 se estrenó la película Hindenburg, donde fue la coprotagonista principal.

## Filmografía

### Cine
| Año  | Título                              | Personaje          | Notas                        |
| ---- | ----------------------------------- | ------------------ | ---------------------------- |
| 2000 | Get Carter                          | Chica #2           | Acreditada como Lauren Smith |
| 2005 | Lie with Me                         | Leila              |                              |
| 2006 | Art School Confidential             | Beat Girl          |                              |
| 2006 | The Last Kiss                       | Lisa               |                              |
| 2006 | One Way                             | Angelina Sable     |                              |
| 2007 | Normal                              | Sherri             |                              |
| 2007 | Late Fragment                       | Lea                |                              |
| 2007 | Trick 'r Treat                      | Danielle           |                              |
| 2008 | Pathology                           | Juliette Bath      |                              |
| 2008 | An American Carol                   | Voz de la razón #1 |                              |
| 2009 | Helen                               | Mathilda           |                              |
| 2010 | A Night for Dying Tigers            | Karen              |                              |
| 2011 | Business Ethics                     | Veronica           | Corto                        |
| 2011 | Girl Walks into a Bar               | Karen              |                              |
| 2012 | Three Days in Havana                | Grace              |                              |
| 2013 | Hunting Season                      | Samantha           |                              |
| 2013 | Cinemanovels                        | Grace              |                              |
| 2014 | If I Stay                           | Willow             |                              |
| 2015 | How to Plan an Orgy in a Small Town | Heather Mitchell   |                              |
| 2017 | The Shape of Water                  | Elaine Strickland  |                              |

### Televisión
| Año       | Título                          | Personaje          | Notas                                                                         |
| --------- | ------------------------------- | ------------------ | ----------------------------------------------------------------------------- |
| 1997      | Beyond Belief: Fact or Fiction  | Michelle Lambert   | Episodio: "Murder of Roy Hennessey"                                           |
| 2000      | Homewood P.I.                   |                    | Piloto. No vendido                                                            |
| 2000      | Dark Angel                      | Natalie            | Episodio: Piloto                                                              |
| 2000      | 2gether                         | Erin               | MTV. Película de televisión                                                   |
| 2000      | 2gether: The Series             | Erin Evans         | Recurrente, 11 Episodios                                                      |
| 2000      | Christy: The Movie              | Christy Huddleston | Pax. Película de televisión. También llamada: "Christy: Return to Cutter Gap" |
| 2001      | Christy, Choices of the Heart   | Christy Huddleston | Pax. Miniserie                                                                |
| 2001      | The Wedding Dress               | Hannah Pinkham     | Película de televisión                                                        |
| 2001-2003 | Mutant X                        | Emma DeLauro       | Personaje principal (T 1-2), 44 Episodios                                     |
| 2003      | The Twilight Zone               | Eve                | Episodio: "Sunrise"                                                           |
| 2004      | I Want to Marry Ryan Banks      | Lauren             | Película de televisión                                                        |
| 2004      | The Survivors Club              | Meg Pesaturo       | Película de televisión                                                        |
| 2004      | The Dead Zone                   | Bonnie Gibson      | Episodio: "Total Awareness"                                                   |
| 2004      | The L Word                      | Lara Perkins       | Recurrente, 20 Episodios                                                      |
| 2006      | Blade: The Series               | Bethany            | Episodio: "Hunters"                                                           |
| 2006-2007 | Intelligence                    | Tina               | Recurrente, 10 Episodios                                                      |
| 2007      | Dragon Boys                     | Kath               | Miniserie                                                                     |
| 2008-2009 | 'CSI: Crime Scene Investigation | Riley Adams        | Personaje principal, (T 9) 22 Episodios                                       |
| 2009      | Anatomy of Hope                 | Cynthia Morgan     | Piloto. No vendido                                                            |
| 2009      | Can Openers                     | Susan              | Piloto. No vendido                                                            |
| 2009      | CSI: Deadly Intent              | Riley Adams        | Voz. Videojuego                                                               |
| 2010      | Psych                           | Lillian            | Episodio: "Feet Don't Kill Me Now"                                            |
| 2011      | Hindenburg: The Last Flight     | Jennifer van Zandt | Película de televisión                                                        |
| 2011      | Good Dog                        | Claire             | Personaje principal, 13 Episodios                                             |
| 2011      | The Listener                    | Michelle McCluskey | Personaje principal (T 2-5), 52 Episodios                                     |
| 2012      | Good God                        | Claire             | Episodio: "One Station Under God"                                             |
| 2012      | Ring of Fire                    | Emily Booth        | Piloto. No vendido                                                            |
| 2014      | Murdoch Mysteries               | Elva Gordon        | Episodio: "Journey to the Centre of Toronto"                                  |
| 2014      | Saving Hope                     | Astrid Ray         | Episodio: "The Other Side of Midnight"                                        |
| 2014      | Ascension                       | Samantha Krueger   | SyFy. Miniserie                                                               |
| 2015-2016 | This Life                       | Maggie Lawson      | Personaje Principal, 20 Episodios                                             |
| 2017-2021 | Frankie Drake Mysteries         | Frankie Drake      | Personaje Principal                                                           |